# Grijsstuitzwaluw
De grijsstuitzwaluw (Pseudhirundo griseopyga) is een zangvogel uit de familie Hirundinidae (zwaluwen).

## Verspreiding en leefgebied
Deze soort komt wijdverspreid voor in Afrika en telt twee ondersoorten:
- P. g. melbina: van Gambia en Senegal tot noordwestelijk Angola.
- P. g. griseopyga: van Nigeria tot Ethiopië en westelijk Kenia zuidelijk tot Zuid-Afrika.

## Status
De grootte van de populatie is niet gekwantificeerd maar de soort wordt omschreven als plaatselijk zeer algemeen. Op de Rode lijst van de IUCN heeft deze soort de status niet bedreigd.